# EYA2
EYA2 (англ. EYA transcriptional coactivator and phosphatase 2) – білок, який кодується однойменним геном, розташованим у людей на короткому плечі 20-ї хромосоми. Довжина поліпептидного ланцюга білка становить 538 амінокислот, а молекулярна маса — 59 232.
| 10         |  | 20         |  | 30         |  | 40         |  | 50         |
| ---------- |  | ---------- |  | ---------- |  | ---------- |  | ---------- |
| MVELVISPSL |  | TVNSDCLDKL |  | KFNRADAAVW |  | TLSDRQGITK |  | SAPLRVSQLF |
| SRSCPRVLPR |  | QPSTAMAAYG |  | QTQYSAGIQQ |  | ATPYTAYPPP |  | AQAYGIPSYS |
| IKTEDSLNHS |  | PGQSGFLSYG |  | SSFSTSPTGQ |  | SPYTYQMHGT |  | TGFYQGGNGL |
| GNAAGFGSVH |  | QDYPSYPGFP |  | QSQYPQYYGS |  | SYNPPYVPAS |  | SICPSPLSTS |
| TYVLQEASHN |  | VPNQSSESLA |  | GEYNTHNGPS |  | TPAKEGDTDR |  | PHRASDGKLR |
| GRSKRSSDPS |  | PAGDNEIERV |  | FVWDLDETII |  | IFHSLLTGTF |  | ASRYGKDTTT |
| SVRIGLMMEE |  | MIFNLADTHL |  | FFNDLEDCDQ |  | IHVDDVSSDD |  | NGQDLSTYNF |
| SADGFHSSAP |  | GANLCLGSGV |  | HGGVDWMRKL |  | AFRYRRVKEM |  | YNTYKNNVGG |
| LIGTPKRETW |  | LQLRAELEAL |  | TDLWLTHSLK |  | ALNLINSRPN |  | CVNVLVTTTQ |
| LIPALAKVLL |  | YGLGSVFPIE |  | NIYSATKTGK |  | ESCFERIMQR |  | FGRKAVYVVI |
| GDGVEEEQGA |  | KKHNMPFWRI |  | SCHADLEALR |  | HALELEYL   |  |            |

A: Аланін

C: Цистеїн

D: Аспарагінова кислота

E: Глутамінова кислота

F: Фенілаланін

G: Гліцин

H: Гістидин

I: Ізолейцин

K: Лізин

L: Лейцин

M: Метіонін

N: Аспарагін

P: Пролін

Q: Глутамін

R: Аргінін

S: Серин

T: Треонін

V: Валін

W: Триптофан

Кодований геном білок за функціями належить до гідролаз, активаторів, регуляторів хроматину, протеїн-фосфатаз, білків розвитку. 
Задіяний у таких біологічних процесах, як транскрипція, регуляція транскрипції, пошкодження ДНК, репарація ДНК, альтернативний сплайсинг. 
Білок має сайт для зв'язування з іонами металів, іоном магнію. 
Локалізований у цитоплазмі, ядрі.